# Megaceron antennicrassum
Megaceron antennicrassum är en skalbaggsart som först beskrevs av Martins 1960.  Megaceron antennicrassum ingår i släktet Megaceron och familjen långhorningar. Inga underarter finns listade i Catalogue of Life.